# セプテンバー (EW&Fの曲)
「セプテンバー」（September）は、アメリカ合衆国のバンドであるアース・ウィンド・アンド・ファイアーの楽曲。1978年11月18日に コロムビア・レコードからシングル盤として発売された。アメリカ合衆国の『ビルボード』誌では、1979年2月10日に週間ランキング最高位の第8位を記録。全英チャート3位。『ビルボード』誌1979年度年間ランキングは第80位。
「ローリング・ストーンの選ぶオールタイム・グレイテスト・ソング500」（2021年版）において第65位に挙げられている。

## 解説
アース・ウィンド・アンド・ファイアーのメンバーであるモーリス・ホワイトとアル・マッケイおよびアリー・ウィリスの共作。アリーは、同バンドの1979年のアルバム『黙示録』でもソングライターとして関わっている。歌詞は、12月のクリスマス・シーズンの時に9月21日の夜のことを思い出す内容になっている。
1999年には、リミックス・ヴァージョンの「セプテンバー'99」も発表された。
2014年に発表されたクリスマス・アルバム『ホリデイ』には、本作を基にした楽曲「ディセンバー」が収録された。モーリス・ホワイトの部分はそのままに、新しいヴォーカリストによって生まれ変わった。

## メディアなどでの楽曲使用
- 読売ジャイアンツで活躍した阿部慎之助の現役時代に打席登場曲として使われており、監督になってからもテーマソングのように用いられている[6]。2013年にEW&Fが出したアルバム「フォーエヴァー」のデラックス・エディションに付くスペシャルディスク「自分のお気に入りのEW&Fの一曲」を選曲するEW&Fファンの有名人や音楽家の日本代表として阿部が選ばれ、『セプテンバー』を選曲し後日東京ドームでバンドメンバーと対面している[7]。また、阿部の現役最終年となった2019年には本曲の歌詞にある「9月21日の夜」に巨人がリーグ優勝を決めたことから、自身の引退会見でこのことに触れる一幕もあった[8]。
- 2002年、日本のテレビドラマ『続・平成夫婦茶碗』の主題歌に採用された[9]。
- 2003年、GAPのコマーシャルソングとして使用された[10]。
- 2006年、アメリカ映画『バベル』のサウンドトラックで使用された[11]。
- 2021年、サントリー「クラフトボス」のCMソングで使用[12]。
- 映画『ナイト ミュージアム』と『ラストベガス』のエンディング、『最強のふたり』のオープニングで使用された。[要出典]
- 2024年に公開された映画『ロボット・ドリームズ』では挿入歌として使用。パブロ・ベルヘル監督が映画制作時に「セプテンバー」という言葉からこの曲を連想し、歌詞も内容に合っていた事から挿入歌としての使用を決めた[13]。
- 2025年2月より、キリンビール「本麒麟」のCMソングで使用。

## クレジット
※出典
アース・ウィンド・アンド・ファイアー
- モーリス・ホワイト – リード・ボーカル、バックグラウンド・ボーカル、プロデュース
- フィリップ・ベイリー – リード・ボーカル、バックグラウンド・ボーカル、コンガ
- ヴァーダイン・ホワイト – バックグラウンド・ボーカル、ベース
- ジョニー・グラハム – ギター
- アル・マッケイ – バックグラウンド・ボーカル、エレクトリック・ギター
- ラリー・ダン – キーボード

- ラルフ・ジョンソン – ドラム、パーカッション

- フレッド・ホワイト – ドラム
- ラムリー・マイケル・デイヴィス – トランペット
- マイケル・ハリス – トランペット
- ルイス・サターフィールド – トロンボーン
- アンドリュー・ウールフォーク – ソプラノ・サクソフォーン

レコーディング・スタッフ
- チャールズ・ステップニー – 編曲、プロデュース

## チャート成績

### 週間チャート
| チャート (1978年 - 1979年)              | 最高位 |
| --------------------------------------- | ------ |
| オーストラリア (Kent Music Report)      | 12     |
| ベルギー (Ultratop 50 Flanders)         | 19     |
| カナダ (Canadian Recording Association) | 12     |
| カナダ トップ シングルス (RPM)          | 10     |
| カナダ ダンス/アーバン (RPM)            | 14     |
| フィンランド (Suomen virallinen lista)  | 13     |
| フランス (IFOP)                         | 6      |
| アイルランド (IRMA)                     | 8      |
| 日本 (オリコン)                         | 39     |
| オランダ (Dutch Top 40)                 | 18     |
| オランダ (Single Top 100)               | 19     |
| ニュージーランド (Recorded Music NZ)    | 12     |
| ノルウェー (VG-lista)                   | 6      |
| スウェーデン (Sverigetopplistan)        | 13     |
| UK シングルス (OCC)                     | 3      |
| US Billboard Hot 100                    | 8      |
| US Adult Contemporary (Billboard)       | 41     |
| US Hot Soul Singles (Billboard)         | 1      |
| US Cash Box Top 100                     | 6      |
| 西ドイツ (GfK Entertainment charts)     | 20     |

| チャート (2011年)    | 最高位 |
| -------------------- | ------ |
| 日本 (Japan Hot 100) | 34     |

| チャート (2020年 - 2021年) | 最高位 |
| -------------------------- | ------ |
| US Global 200 (Billboard)  | 102    |

### 年間チャート
| チャート (1979年)                  | 順位 |
| ---------------------------------- | ---- |
| オーストラリア (Kent Music Report) | 80   |
| カナダ トップ シングルス (RPM)     | 108  |
| UK Top 100 (Record Mirror)         | 61   |
| US Billboard Hot 100               | 78   |
| US Hot Soul Singles (Billboard)    | 33   |
| US Cash Box Top 100                | 54   |

## 認定
| 国/地域                                                                                  | 認定             | 認定/売上数 |
| ---------------------------------------------------------------------------------------- | ---------------- | ----------- |
| オーストラリア (ARIA)                                                                    | 8× Platinum      | 560,000     |
| デンマーク (IFPI Danmark)                                                                | Platinum         | 90,000      |
| ドイツ (BVMI)                                                                            | Platinum         | 500,000     |
| イタリア (FIMI)                                                                          | Platinum         | 50,000      |
| 日本 (RIAJ) 着うたフル                                                                   | Gold             | 100,000*    |
| メキシコ (AMPROFON)                                                                      | 3× Platinum+Gold | 210,000     |
| イギリス (BPI)                                                                           | 3× Platinum      | 1,800,000   |
| アメリカ合衆国 (RIAA) フィジカルリリース                                                 | Gold             | 1,000,000^  |
| アメリカ合衆国 (RIAA)                                                                    | 6× Platinum      | 6,000,000   |
| * 認定のみに基づく売上数 · ^ 認定のみに基づく出荷枚数 · 認定のみに基づく売上数と再生回数 |                  |             |

## カバー
- 1996年にブラスプラスがデビューアルバム『La・La・La』の中で、「Party Night（September）」というタイトル・濱田マリによる日本語詞にてカバー。
- 1997年に三井桜子がモーリス・ホワイトのプロデュースとアース・ウィンド・アンド・ファイアーと八神純子のバックによる日本語詞のカバーをリリース。
- 1998年に熱帯JAZZ楽団がカバーを含む『熱帯JAZZ楽団II 〜September〜』をリリース。
- 2000年にダンス☆マンが日本語詞のカバー曲「接吻のテーマ」をリリース。
- 2004年に土岐麻子がソロデビューアルバム『STANDARDS 〜土岐麻子ジャズを歌う〜』でカバー。
- 2007年にSoweluが「キリン カクテル・スパークル」コマーシャルソングとしてカバー。
- 2009年に小泉ニロがアルバム『Bossa@NILO 〜Goodies〜』でカバー。
- 2013年にJAY'EDがカバーアルバム『JAY'EDISCO』でカバー。
- 2017年にEXILE THE SECONDがシングル『SUPER FLY』でカバー。
- 2017年にLittle Glee Monsterがシングル『だから、ひとりじゃない』でカバー。

## ビデオゲームでの使用例
- 音楽ゲームでも多数使われている。下記列記ゲームはカヴァーヴァージョンも含まれる。

### 日本国内
- コナミ：GuitarFreaks、Drummania (「V4」以降)（アーケード版）
- 任天堂：Wii Music

### 欧米
- 任天堂：「ドンキーコンガ」（ヨーロッパ版）や「Elite Beat Agents」（「押忍!闘え!応援団」の日本国外版）
- ナムコ：「Taiko Drum Master」（「太鼓の達人」のアメリカ版、後に日本国内向けに発売されたバージョンにも収録。)
- コナミ：「Dance Dance Revolution UNIVERSE」（Xbox 360、日本未発売）
- コナミ：「jukebeat」（「jubeat plusの日本国外版」）